# (4134) Schütz
(4134) Schütz es un asteroide perteneciente al cinturón de asteroides, descubierto el 15 de febrero de 1961 por Freimut Börngen desde el Observatorio Karl Schwarzschild, en Tautenburg, Alemania.

## Designación y nombre
Designado provisionalmente como 1961 CR. Fue nombrado Schütz en honor al organista y compositor alemán Heinrich Schütz.